# ネストリウス
ネストリウス（ラテン語: Nestorius, ギリシア語: Νεστόριος、381年? - 451年?）は、シリアのアンティオキア学派に属するコンスタンティノープル大主教（在位：428年 - 431年）。
428年にコンスタンティノープルの大主教となったが、イエス・キリストの神性と人性を区別し、イエス・キリストの母マリアは神の母（聖母）ではないとする説を説いた。そのため、431年のエフェソス公会議でネストリウスの説は異端とされ、国外追放となり、エジプトへ移った。なおネストリウスの説は451年のカルケドン公会議において改めて異端とされた。
ネストリウスが異端認定された後、ネストリウス派とも呼ばれる東シリア教会はペルシャ、インド、中国まで拡大し、中国では景教と呼称されるまでになった。

## 生涯
381年にシリアのゲルマニケイア（現在のトルコのカフラマンマラシュ）で生まれ、モプスエスティアのテオドロスの下でアンティオキア神学を学び、アンティオキアの司祭、修道士、説教者として活動後、428年にはコンスタンティノープルの大主教に任じられた。彼の主張はしばしばアレクサンドリアの主教キュリロスらと対立した。キュリロス学派が神性に中心を置き、非人格的な人間性以上の概念をキリストに認めようとしなかったためである。
ネストリウスは主教になった際、キリストの母マリアの名称として、「神の母」theotokosという語を使用する事に反対する説教を行った。それはtheotokosを文字通りに解釈すると「神を生むもの」となり、生成・変化を被らないはずの神にその一形態としての肉による生誕を帰すことになってしまうと考えたからであった。代わりとして、彼は「キリストの母」Christotokosという語を提案し、マリヤは人間的あり方と神的あり方の両方を含む「キリスト」を生んだ者であると論じた。
ネストリウスはイエス・キリストの人間性と神性とを完全に独立した二つの自立存在（ヒュポスタシス）として並存していたと考えていた。この論点において、キュリロス派と激しく対立し、キュリロス派は独自のキリスト論を提出して、アンティオキア学派およびネストリウスに対して激しい論争を展開した。なお、アレクサンドリア学派（キュリロス派）はプラトン主義の系譜にあり、アンティオキア学派はアリストテレスの系譜をひいていた。
やがて、ローマ帝国内で両派の論争が激化する中、東ローマ帝国の皇帝テオドシウス2世と西ローマ帝国の皇帝ヴァレンティニアヌス3世は事態の解決を図る為に、431年にエフェソスで公会議を招集した。しかし、その場において、ネストリウス、及びアンティオキア派は、キュリロスとエフェソスの主教メムノンとの陰謀に依り、エフェソスの公会議で異端と宣告され、ネストリウスは主教職を罷免される。なお、キュリロスも騒動の一翼を担ったとして一時罷免されるが、後に復職した。
騒動終結後、ネストリウスは追われる形でエジプトに亡命し、上エジプトのイビスにある修道院にて隠遁生活を送っていたが、死の直前にあたる450年には『ダマスコのヘラクレイデス論』を著した。この書は、1910年 に再発見され、ネストリウスの研究に大きな変化をもたらす事となる。451年に現地にて客死した。
ネストリウスが異端と認定された後、ネストリウスを支持する教徒達が「ネストリウス派」を形成し、各地で活動を展開したとされることもあるが、いわゆる「ネストリウス派」の母体となったシリア語キリスト教徒コミュニティーは2世紀中に既にパルティア領内に成立し、公会議の動向と関係なくサーサーン朝内でも存続・拡大しており、この教会共同体が5世紀にネストリウスと同じ立場に立つ人々の受け皿になったものである。このため、ネストリウスが開祖であるような印象を与える「ネストリウス派」という呼称を避けるべきであるという指摘もある。事実、ペルシア領内のキリスト教教会はネストリウス問題が起こる前の410年にセレウキア・クテシフォンの主教がサーサーン朝皇帝ヤズデギルド1世の庇護のもと開催された会議で「東方の全キリスト教徒の長」の称号を与えられ、426年にはアンティオキア総主教の管轄から外れ、その長が「カトリコス」（のちに「総主教」）を名乗ることが決議されている。対関係にあったアレクサンドリア派のうちの過激派も451年のカルケドン公会議において異端と認定され、同時にネストリウスの罷免も無効とされたが、異端としての認定が変わることはなかった。
近年では、ネストリウスとエウテュケスの教説に関しては、キリスト教の教理の根幹に関わるものではないとし、アリウス派やアポリナリオス主義など教理の根幹に関わる異端と同列に議論し排除するのは大きな問題であるとする研究もある。この研究によると、ネストリウスの異端宣告には、アレクサンドリア学派とアンティオキア学派との政治的対立が背景にあり、さらには互いの神学用語、哲学用語の使用にずれが見受けられ、その他の理由からも再評価が必要だとされている。